# Ałpatjewo (stacja kolejowa)
Ałpatjewo (ros. Алпатьево) – stacja kolejowa w miejscowości Ałpatjewo, w rejonie łuchowickim, w obwodzie moskiewskim, w Rosji. Położona jest na linii Moskwa – Riazań.

## Historia
Stacja powstała w XIX w. pomiędzy stacjami Gorki i Diwowo.